# US Open 1970
Die 90. US Open 1970 waren ein Tennis-Rasenplatzturnier der Klasse Grand Slam, das von der ITF veranstaltet wurde. Es fand vom 2. bis 13. September 1970 in Forest Hills, New York, Vereinigte Staaten statt.
Titelverteidiger im Einzel waren Rod Laver bei den Herren sowie Margaret Court bei den Damen. Im Herrendoppel waren Ken Rosewall und Fred Stolle, im Damendoppel Françoise Dürr und Darlene Hard und im Mixed Margaret Court und Marty Riessen  die Titelverteidiger.

## Herreneinzel

### Setzliste
| Nr. | Spieler       | Erreichte Runde |
| --- | ------------- | --------------- |
| 01. | Rod Laver     | Achtelfinale    |
| 02. | John Newcombe | Halbfinale      |
| 03. | Ken Rosewall  | Sieg            |
| 04. | Tony Roche    | Finale          |
| 05. | Roy Emerson   | Achtelfinale    |
| 06. | Andrés Gimeno | 1. Runde        |
| 07. | Arthur Ashe   | Viertelfinale   |
| 08. | Roger Taylor  | 3. Runde        |
| 09. | Tom Okker     | Achtelfinale    |
| 10. | Cliff Richey  | Halbfinale      |

| Nr. | Spieler         | Erreichte Runde |
| --- | --------------- | --------------- |
| 11. | Stan Smith      | Viertelfinale   |
| 12. | Cliff Drysdale  | 2. Runde        |
| 13. |                 | Rückzug         |
| 14. | Pancho Gonzales | 3. Runde        |
| 15. | Fred Stolle     | 3. Runde        |
| 16. | Clark Graebner  | Achtelfinale    |
| 17. | Marty Riessen   | 1. Runde        |
| 18. | Nikola Pilić    | Achtelfinale    |
| 19. | Dennis Ralston  | Viertelfinale   |
| 20. | Bob Hewitt      | 2. Runde        |

## Dameneinzel

### Setzliste
| Nr. | Spielerin      | Erreichte Runde |
| --- | -------------- | --------------- |
| 01. | Margaret Court | Sieg            |
| 02. | Rosie Casals   | Finale          |
| 03. | Nancy Richey   | Halbfinale      |
| 04. | Françoise Dürr | Viertelfinale   |

| Nr. | Spielerin      | Erreichte Runde |
| --- | -------------- | --------------- |
| 05. | Virginia Wade  | Halbfinale      |
| 06. | Kerry Melville | Viertelfinale   |
| 07. |                |                 |
| 08. | Judy Dalton    | Achtelfinale    |

## Herrendoppel

### Setzliste
| Nr. | Paarung                  | Erreichte Runde |
| --- | ------------------------ | --------------- |
| 01. | John Newcombe Tony Roche | 2. Runde        |
| 02. | Ken Rosewall Fred Stolle | Halbfinale      |
| 03. | Bob Hewitt Frew McMillan | Viertelfinale   |
| 04. | Ilie Năstase Ion Țiriac  | 1. Runde        |

| Nr. | Paarung                     | Erreichte Runde |
| --- | --------------------------- | --------------- |
| 05. | Tom Okker Marty Riessen     | Achtelfinale    |
| 06. | Roy Emerson Rod Laver       | Finale          |
| 07. | Bob Lutz Stan Smith         | Achtelfinale    |
| 08. | Pierre Barthes Nikola Pilić | Sieg            |

## Damendoppel

### Setzliste
| Nr. | Paarung                       | Erreichte Runde |
| --- | ----------------------------- | --------------- |
| 01. | Margaret Court Judy Dalton    | Sieg            |
| 02. | Rosie Casals Virginia Wade    | Finale          |
| 03. |                               |                 |
| 04. | Gail Chanfreau Françoise Dürr | Halbfinale      |

## Mixed

### Setzliste
| Nr. | Paarung                           | Erreichte Runde |
| --- | --------------------------------- | --------------- |
| 01. | Marty Riessen Margaret Court      | Sieg            |
| 02. | Alexander Metreweli Olga Morosowa | 2. Runde        |
| 03. | Frew McMillan Judy Dalton         | Finale          |
| 04. | Dennis Ralston Françoise Dürr     | Halbfinale      |